# Essel
Essel è un comune di 1.087 abitanti della Bassa Sassonia, in Germania.
Appartiene al circondario dell'Heide ed è parte della comunità amministrativa (Samtgemeinde) di Schwarmstedt.
Il territorio comunale comprende anche le frazioni di Engehausen, Stillenhöfen e Ostenholzer Moor.